# Tuborgmøde på Hotel Spangsberg i Esbjerg
|  | Denne artikel er oprettet af botten Steenthbot ud fra en ekstern database. Den kan derfor have sproglige fejl eller mangler. Denne skabelon kan fjernes efter kontrol af indholdet. |

Tuborgmøde på Hotel Spangsberg i Esbjerg er en dansk dokumentarisk optagelse fra 1937.

## Handling
Tuborg afholder møde på Hotel Spangsberg i Esbjerg i 1937. Der er optagelser fra selve mødet, men også pauserne, hvor der fjolles på græsplænen. På en båd i havnen indtages frokost med øl og snaps.